# Бельгия на летних Олимпийских играх 2016
Бельгия на летних Олимпийских играх 2016 года была представлена 104 спортсменами в 19 видах спорта. Знаменосцем сборной Бельгии на церемонии открытия Игр стала олимпийская чемпионка 2008 года в эстафете легкоатлетка Оливия Борле, а на церемонии закрытия — Нафиссату Тиам, которая стала обладательницей золотой медали в семиборье. По итогам соревнований на счету бельгийских спортсменов было 2 золотые, 2 серебряные и 2 бронзовые медали, что позволило сборной Бельгии занять 35-е место в неофициальном медальном зачёте.

## Медали
| Золото  | |                                                |            |
| №       | Спортсмены | Вид спорта (дисциплина)                        | Дата       |
| 1       | Грег Ван Авермат | Велоспорт (групповая шоссейная гонка, мужчины) | 6 августа  |
| 2       | Нафиссату Тиам | Лёгкая атлетика (семиборье, женщины)           | 13 августа |
| Серебро | |                                                |            |
| №       | Спортсмены | Вид спорта (дисциплина)                        | Дата       |
| 1       | Питер Тиммерс | Плавание (100 метров вольным стилем, мужчины)  | 10 августа |
| 2       | Мужская сборная по хоккею на траве Готье Боккар Том Бон Томас Брилс Артур Ван Дорен Флорен ван Обел Эллиот Ван Стридонк Винсент Ванаш Феликс Денайер Себастьен Доккир Йон-Йон Домен Симон Жунар Тонгуй Косинс Лоик Люпер Эммануэль Стокбрукс Жером Трюйенс Седрик Шарлье | Хоккей на траве (мужчины)                      | 18 августа |
| Бронза  | |                                                |            |
| №       | Спортсмены | Вид спорта (дисциплина)                        | Дата       |
| 1       | Дирк Ван Тихелт | Дзюдо (до 73 кг, мужчины)                      | 8 августа  |
| 2       | Йолин Д'Оре | Велоспорт (омниум, женщины)                    | 16 августа |

## Состав сборной
Академическая гребля
1. Ханнес Обрено

 Бадминтон
1. Юхань Тань
2. Лианне Тань

Велоспорт
 Шоссейный велоспорт
1. Грег Ван Авермат
2. Тим Велленс
3. Лауренс Де Плус
4. Филипп Жильбер
5. Зерге Паувельс
6. Аниша Векеманс
7. Анн-Софи Дёйк
8. Лотте Копецки

 Трековый велоспорт
1. Яспер Де Бёйст
2. Жольен Д’Ор

 Маунтинбайк
1. Рубен Схейре
2. Йенс Схейрманс
3. Гита Михилс

 BMX
1. Элке Ванхоф

 Дзюдо
1. Йоахим Боттьо
2. Йеспер Лефевр
3. Тома Никифоров
4. Дирк Ван Тихелт
5. Шарлин Ван Сник

 Гольф
1. Николас Колсертс
2. Томас Питерс
3. Хлоэ Лёркин

Гребля на байдарках и каноэ
 Гребля на гладкой воде
1. Артуур Петерс

 Конный спорт
1. Йорис Ванспрингел
2. Жером Гери
3. Николя Филиппертс
4. Йоринде Вервимп
5. Карин Донкерс

 Лёгкая атлетика
1. Башир Абди
2. Дилан Борле
3. Жонатан Борле
4. Кевин Борле
5. Микаэль Бюлтел
6. Жюльен Ватрен
7. Йерун д’Худт
8. Флоран Кален
9. Филип Миланов
10. Кун Нерт
11. Томас ван дер Платсен
12. Питер-Ян Ханнес
13. Виллем ван Шюрбек
14. Синтия Болинго
15. Оливия Борле
16. Верле Дежегере
17. Аксель Дёйвенс
18. Анне Загре
19. Луиза Картон
20. Эльс Ренс
21. Мануэла Соккол
22. Нафиссату Тиам
23. Рене Эйкенс

 Парусный спорт
1. Ваннес ван Лар
2. Янник Лефебр
3. Том Пельсмакерс
4. Эви ван Аккер

 Плавание
1. Яспер Арентс
2. Эммануэль Ванлюшен
3. Дитер Деконинк
4. Бастен Картс
5. Луис Крунен
6. Гленн Сюргелосе
7. Питер Тиммерс
8. Франсуа Херсбрандт
9. Кимберли Бёйс
10. Фанни Леклёйс

 Спортивная гимнастика
1. Деннис Госсенс
2. Лаура Вам
3. Нина Дервал
4. Сенна Дерикс
5. Гаэль Мис
6. Руне Херманс

 Стрельба
1. Максим Мотте

 Стрельба из лука
1. Робин Рамакерс

 Теннис
1. Давид Гоффен
2. Янина Викмайер
3. Кирстен Флипкенс

 Триатлон
1. Йелле Генс
2. Мартин ван Рил
3. Катрин Верстёйфт
4. Клер Мишель

 Тхэквондо
1. Жауад Ашаб
2. Си Мохамед Кетби
3. Рахелех Асемани

 Тяжёлая атлетика
1. Том Гугебюр

 Фехтование
1. Сеппе ван Хольсбеке

 Хоккей на траве
1. Квота 1
2. Квота 2
3. Квота 3
4. Квота 4
5. Квота 5
6. Квота 6
7. Квота 7
8. Квота 8
9. Квота 9
10. Квота 10
11. Квота 11
12. Квота 12
13. Квота 13
14. Квота 14
15. Квота 15
16. Квота 16

## Результаты соревнований

### Академическая гребля
В следующий раунд из каждого заезда проходят несколько лучших экипажей (в зависимости от дисциплины). В отборочный заезд попадают спортсмены, выбывшие в предварительном раунде. В финал A выходят 6 сильнейших экипажей, остальные разыгрывают места в утешительных финалах B-F.
Мужчины
| Соревнование | Спортсмены    | Предварительный заезд | Предварительный заезд | Предварительный заезд | Отборочный заезд | Отборочный заезд | Отборочный заезд | Четвертьфинал | Четвертьфинал | Четвертьфинал | Полуфинал     | Полуфинал     | Полуфинал     | Финал   | Финал   | Итоговое место |
| Соревнование | Спортсмены    | Заезд                 | Время                 | Место                 | Заезд            | Время            | Место            | Заезд         | Время         | Место         | Заезд         | Время         | Место         | Время   | Место   | Итоговое место |
| ------------ | ------------- | --------------------- | --------------------- | --------------------- | ---------------- | ---------------- | ---------------- | ------------- | ------------- | ------------- | ------------- | ------------- | ------------- | ------- | ------- | -------------- |
| одиночки     | Ханнес Обрено | 3                     | 7:09,06               | 1 Q                   | не участвовал    | не участвовал    | не участвовал    | 3             | 6:48,90       | 1 Q           | Полуфинал A/B | Полуфинал A/B | Полуфинал A/B | Финал A | Финал A | 4              |
| одиночки     | Ханнес Обрено | 3                     | 7:09,06               | 1 Q                   | не участвовал    | не участвовал    | не участвовал    | 3             | 6:48,90       | 1 Q           | 2             | 7:06,76       | 3 QA          | 6:47,42 | 4       | 4              |

#### 

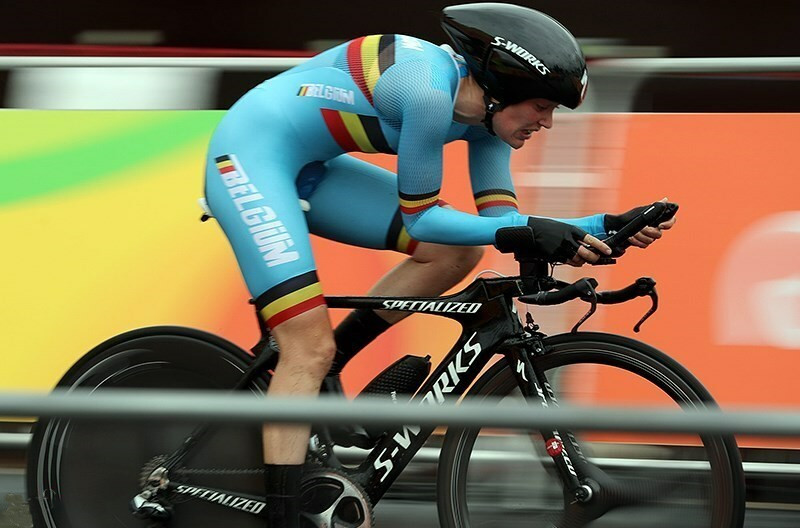
Анн-Софи Дёйк во время раздельной гонки

### Бадминтон
Одиночный разряд
| Соревнование | Спортсмены  | Групповой этап | Групповой этап | Групповой этап | 1/8 финала | 1/4 финала | 1/2 финала | Финал | Итоговое место |
| Соревнование | Спортсмены  | 1 матч         | 2 матч         | Место          | 1/8 финала | 1/4 финала | 1/2 финала | Финал | Итоговое место |
| ------------ | ----------- | -------------- | -------------- | -------------- | ---------- | ---------- | ---------- | ----- | -------------- |
| мужчины      | Юхань Тань  | Группа         | Группа         | Группа         |            |            |            |       |                |
| мужчины      | Юхань Тань  |                |                |                |            |            |            |       |                |
| женщины      | Лианне Тань | Группа         | Группа         | Группа         |            |            |            |       |                |
| женщины      | Лианне Тань |                |                |                |            |            |            |       |                |

### Велоспорт

#### Шоссейный велоспорт
Мужчины
| Соревнование     | Спортсмены       | Время      | Место | Отставание |
| ---------------- | ---------------- | ---------- | ----- | ---------- |
| групповая гонка  | Грег Ван Авермат | 6:10:05    | 1     | +0:00      |
| групповая гонка  | Серж Пауэлс      | 6:16:17    | 22    | +6:12      |
| групповая гонка  | Филипп Жильбер   | 6:23:23    | 42    | +13:18     |
| групповая гонка  | Тим Велленс      | DNF        | DNF   | DNF        |
| групповая гонка  | Лауренс Де Плюс  | DNF        | DNF   | DNF        |
| раздельная гонка | Тим Велленс      | 1:16:49,71 | 20    | +4:34,29   |

Женщины
| Соревнование     | Спортсмены     | Время    | Место | Отставание |
| ---------------- | -------------- | -------- | ----- | ---------- |
| групповая гонка  | Аниша Векеманс | 3:58:03  | 29    | +6:36      |
| групповая гонка  | Лотте Копецки  | 4:02:07  | 45    | +10:40     |
| групповая гонка  | Анн-Софи Дёйк  | DNF      | DNF   | DNF        |
| раздельная гонка | Лотте Копецки  | 48:09,86 | 21    | +3:43,44   |
| раздельная гонка | Анн-Софи Дёйк  | 48:17,60 | 23    | +3:51,18   |

#### Трековый велоспорт
Омниум
| Соревнование | Спортсмены     | Круг с хода | Круг с хода | Гонка по очкам | Гонка по очкам | Гонка с выбыванием | Гонка преследования | Гонка преследования | Скретч | Гит с места | Гит с места | Сумма очков | Итоговое место |
| Соревнование | Спортсмены     | Время       | Место       | Очки           | Место          | Место              | Время               | Место               | Место  | Время       | Место       | Сумма очков | Итоговое место |
| ------------ | -------------- | ----------- | ----------- | -------------- | -------------- | ------------------ | ------------------- | ------------------- | ------ | ----------- | ----------- | ----------- | -------------- |
| мужчины      | Яспер Де Бёйст |             |             |                |                |                    |                     |                     |        |             |             |             |                |
| женщины      | Жольен Д’Ор    |             |             |                |                |                    |                     |                     |        |             |             |             |                |

#### Маунтинбайк
Мужчины
| Соревнование | Спортсмены     | Время | Место | Отставание |
| ------------ | -------------- | ----- | ----- | ---------- |
| кросс-кантри | Рубен Схейре   |       |       |            |
| кросс-кантри | Йенс Схейрманс |       |       |            |

Женщины
| Соревнование | Спортсмены  | Время | Место | Отставание |
| ------------ | ----------- | ----- | ----- | ---------- |
| кросс-кантри | Гита Михилс |       |       |            |

#### BMX
Женщины
| Соревнование | Спортсмены  | Квалификация | Квалификация | 1\2 финала | 1\2 финала  | 1\2 финала  | 1\2 финала  | 1\2 финала | 1\2 финала | Финал | Финал | Место |
| Соревнование | Спортсмены  | Время        | Место        | Заезд      | 1 гонка     | 2 гонка     | 3 гонка     | Всего      | Место      | Финал | Финал | Место |
| Соревнование | Спортсмены  | Время        | Место        | Заезд      | Время Место | Время Место | Время Место | Всего      | Место      | Время | Место | Место |
| ------------ | ----------- | ------------ | ------------ | ---------- | ----------- | ----------- | ----------- | ---------- | ---------- | ----- | ----- | ----- |
| BMX          | Элке Ванхоф |              |              |            |             |             |             |            |            |       |       |       |

### Водные виды спорта

#### Плавание
В следующий раунд на каждой дистанции проходят спортсмены, показавшие лучший результат, независимо от места, занятого в своём заплыве.
Мужчины
| Дистанция                        | Спортсмены                                                    | Предварительный раунд | Предварительный раунд | Предварительный раунд | Полуфинал                                                     | Полуфинал                                                     | Полуфинал                                                     | Финал                | Финал                |
| Дистанция                        | Спортсмены                                                    | Заплыв                | Результат             | Место                 | Заплыв                                                        | Результат                                                     | Место                                                         | Результат            | Место                |
| -------------------------------- | ------------------------------------------------------------- | --------------------- | --------------------- | --------------------- | ------------------------------------------------------------- | ------------------------------------------------------------- | ------------------------------------------------------------- | -------------------- | -------------------- |
| 50 метров вольным стилем         | Яспер Арентс                                                  |                       |                       |                       |                                                               |                                                               |                                                               |                      |                      |
| 50 метров вольным стилем         | Франсуа Херсбрандт                                            |                       |                       |                       |                                                               |                                                               |                                                               |                      |                      |
| 100 метров вольным стилем        | Питер Тиммерс                                                 | 8                     | 48,46                 | 9 Q                   | 2                                                             | 48,14                                                         | 6 Q                                                           |                      |                      |
| 100 метров вольным стилем        | Гленн Сюргелосе                                               | 5                     | 48,65                 | 19                    | завершил выступление                                          | завершил выступление                                          | завершил выступление                                          | завершил выступление | завершил выступление |
| 200 метров вольным стилем        | Гленн Сюргелосе                                               | 4                     | 1:47,19               | 17 Q                  | 1                                                             | 1:47,36                                                       | 14                                                            | завершил выступление | завершил выступление |
| 200 метров баттерфляем           | Луис Крунен                                                   | 3                     | 1:56,48               | 14 Q                  | 1                                                             | 1:56,03                                                       | 8 Q                                                           | 1:57,04              | 8                    |
| 200 метров брассом               | Бастен Картс                                                  | 1                     | 2:13,44               | 32                    | завершил выступление                                          | завершил выступление                                          | завершил выступление                                          | завершил выступление | завершил выступление |
| 200 метров комплексным плаванием | Эммануэль Ванлюшен                                            | 1                     | 2:01,36               | 23                    | завершил выступление                                          | завершил выступление                                          | завершил выступление                                          | завершил выступление | завершил выступление |
| Эстафета                         | Предварительный раунд                                         | Предварительный раунд | Предварительный раунд | Предварительный раунд | Финал                                                         | Финал                                                         | Финал                                                         | Финал                | Финал                |
| Эстафета                         | Состав                                                        | Заплыв                | Результат             | Место                 | Состав                                                        | Состав                                                        | Состав                                                        | Результат            | Место                |
| 4×100 метров вольным стилем      | Дитер Деконинк Яспер Арентс Гленн Сюргелосе Питер Тиммерс     | 2                     | 3:14,16               | 7 Q                   | Гленн Сюргелосе Яспер Арентс Эммануэль Ванлюшен Питер Тиммерс | Гленн Сюргелосе Яспер Арентс Эммануэль Ванлюшен Питер Тиммерс | Гленн Сюргелосе Яспер Арентс Эммануэль Ванлюшен Питер Тиммерс | 3:13,57              | 6                    |
| 4×200 метров вольным стилем      | Луис Кронен Дитер Деконинк Эммануэль Ванлушен Гленн Сюргелосе | 2                     | 7:08,72               | 7 Q                   | Луис Кронен Дитер Деконинк Гленн Сюргелосе Питер Тиммерс      | Луис Кронен Дитер Деконинк Гленн Сюргелосе Питер Тиммерс      | Луис Кронен Дитер Деконинк Гленн Сюргелосе Питер Тиммерс      | 7:11,64              | 8                    |

Женщины
| Дистанция              | Спортсмены    | Предварительный раунд | Предварительный раунд | Предварительный раунд | Полуфинал             | Полуфинал             | Полуфинал             | Финал                 | Финал                 |
| Дистанция              | Спортсмены    | Заплыв                | Результат             | Место                 | Заплыв                | Результат             | Место                 | Результат             | Место                 |
| ---------------------- | ------------- | --------------------- | --------------------- | --------------------- | --------------------- | --------------------- | --------------------- | --------------------- | --------------------- |
| 100 метров баттерфляем | Кимберли Бёйс | 4                     | 57,91                 | 12 Q                  | 2                     | 58,63                 | 14                    | завершила выступление | завершила выступление |
| 100 метров брассом     | Фанни Леклёйс | 4                     | 1:08,80               | 28                    | завершила выступление | завершила выступление | завершила выступление | завершила выступление | завершила выступление |
| 200 метров брассом     | Фанни Леклёйс | 4                     | 2:27,16               | 17                    | завершила выступление | завершила выступление | завершила выступление | завершила выступление | завершила выступление |

### Гимнастика

#### Спортивная гимнастика
В квалификационном раунде проходил отбор, как в финал командного многоборья, так и в финалы личных дисциплин. В финал индивидуального многоборья отбиралось 24 спортсмена с наивысшими результатами, а в финалы отдельных упражнений по 8 спортсменов, причём в финале личных дисциплин страна не могла быть представлена более, чем 2 спортсменами. В командном многоборье в квалификации на каждом снаряде выступали по 4 спортсмена, а в зачёт шли три лучших результата. В финале командных соревнований на каждом снаряде выступало по три спортсмена и все три результата шли в зачёт.
Мужчины
Индивидуальные упражнения
| Соревнование | Спортсмены     | Квалификация | Квалификация | Финал | Финал |
| Соревнование | Спортсмены     | Очки         | Место        | Очки  | Место |
| ------------ | -------------- | ------------ | ------------ | ----- | ----- |
| кольца       | Деннис Госсенс | 15,366       | 7 Q          |       |       |

Женщины
Многоборья
| Соревнование         | Спортсмены   | Квалификация   | Квалификация        | Квалификация | Квалификация       | Квалификация | Квалификация          | Финал                 | Финал                 | Финал                 | Финал                 | Финал                 | Финал                 |
| Соревнование         | Спортсмены   | Опорный прыжок | Разновысокие брусья | Бревно       | Вольные упражнения | Всего        | Место                 | Опорный прыжок        | Разновысокие брусья   | Бревно                | Вольные упражнения    | Всего                 | Место                 |
| -------------------- | ------------ | -------------- | ------------------- | ------------ | ------------------ | ------------ | --------------------- | --------------------- | --------------------- | --------------------- | --------------------- | --------------------- | --------------------- |
| личное многоборье    | Нина Дервал  | 13,900         | 15,133              | 13,966       | 13,533             | 56,532       | 21 Q                  |                       |                       |                       |                       |                       |                       |
| личное многоборье    | Руне Херманс | 13,133         | 13,775              | 13,700       | 13,900             | 54,508       | 34                    | завершила выступление | завершила выступление | завершила выступление | завершила выступление | завершила выступление | завершила выступление |
| командное многоборье |              |                |                     |              |                    |              |                       |                       |                       |                       |                       |                       |                       |
| Лаура Вам            |              | 14,133         | 13,966              | 13,366       |                    |              | завершили выступление | завершили выступление | завершили выступление | завершили выступление | завершили выступление | завершили выступление |                       |
| Нина Дервал          | 13,900       | 15,133         | 13,966              | 13,533       |                    |              | завершили выступление | завершили выступление | завершили выступление | завершили выступление | завершили выступление | завершили выступление |                       |
| Сенна Дерикс         | 14,000       | 13,533         |                     |              |                    |              | завершили выступление | завершили выступление | завершили выступление | завершили выступление | завершили выступление | завершили выступление |                       |
| Гаэль Мис            | 14,133       |                | 13,833              | 13,566       |                    |              | завершили выступление | завершили выступление | завершили выступление | завершили выступление | завершили выступление | завершили выступление |                       |
| Руне Херманс         | 13,133       | 13,775         | 13,700              | 13,900       |                    |              | завершили выступление | завершили выступление | завершили выступление | завершили выступление | завершили выступление | завершили выступление |                       |
| всего                | всего        | 42,033         | 43,041              | 41,765       | 40,999             | 167,838      | завершили выступление | завершили выступление | завершили выступление | завершили выступление | завершили выступление | завершили выступление | 12                    |

Индивидуальные упражнения
| Соревнование        | Спортсмены   | Квалификация | Квалификация | Финал                 | Финал                 |
| Соревнование        | Спортсмены   | Очки         | Место        | Очки                  | Место                 |
| ------------------- | ------------ | ------------ | ------------ | --------------------- | --------------------- |
| разновысокие брусья | Нина Дервал  | 15,133       | 12           | завершила выступление | завершила выступление |
| разновысокие брусья | Лаура Вам    | 14,133       | 41           | завершила выступление | завершила выступление |
| разновысокие брусья | Руне Херманс | 13,775       | 50           | завершила выступление | завершила выступление |
| разновысокие брусья | Сенна Дерикс | 13,533       | 56           | завершила выступление | завершила выступление |
| бревно              | Лаура Вам    | 13,966       | 28           | завершила выступление | завершила выступление |
| бревно              | Нина Дервал  | 13,966       | 28           | завершила выступление | завершила выступление |
| бревно              | Гаэль Мис    | 13,833       | 33           | завершила выступление | завершила выступление |
| бревно              | Руне Херманс | 13,700       | 38           | завершила выступление | завершила выступление |
| вольные упражнения  | Руне Херманс | 13,900       | 24           | завершила выступление | завершила выступление |
| вольные упражнения  | Гаэль Мис    | 13,566       | 37           | завершила выступление | завершила выступление |
| вольные упражнения  | Нина Дервал  | 13,533       | 39           | завершила выступление | завершила выступление |
| вольные упражнения  | Лаура Вам    | 13,366       | 44           | завершила выступление | завершила выступление |

### Гольф
Последний раз соревнования по гольфу в рамках Олимпийских игр проводились в 1904 году. В Рио-де-Жанейро турнир гольфистов прошёл на 18-луночном поле, со счётом 71 пар. Каждый участник прошёл все 18 лунок по 4 раза.
Мужчины
В мужском турнире Бельгию представляли 22-й номер мирового рейтинга Томас Питерс и 33-й Николас Колсертс. После первых двух раундов Питерс расположился на 2-й позиции, с отставанием от лидера австралийца Маркуса Фрейзера всего в 1 удар. Ключевым в борьбе за победу стал 3-й раунд, когда Томас затратил на 18 лунок 77 ударов, что отбросило бельгийца за пределы первой десятки. В 4-м раунде Питерс показал 3-й результат, но этого хватило только на то, чтобы занять 4-е место.
| Соревнование | Спортсмены       | Первый раунд | Первый раунд | Второй раунд | Второй раунд | Третий раунд | Третий раунд | Четвёртый раунд | Четвёртый раунд | Итоговый результат | Итоговое место |
| Соревнование | Спортсмены       | Очки         | Место        | Очки         | Место        | Очки         | Место        | Очки            | Место           | Итоговый результат | Итоговое место |
| ------------ | ---------------- | ------------ | ------------ | ------------ | ------------ | ------------ | ------------ | --------------- | --------------- | ------------------ | -------------- |
| мужчины      | Томас Питерс     | 67 (-4)      | 4            | 66 (-5)      | 2            | 77 (+6)      | 56           | 65 (-6)         | 3               | 275 (-9)           | 4              |
| мужчины      | Николас Колсертс |              |              |              |              |              |              |                 |                 |                    |                |

Женщины
| Соревнование | Спортсмены  | Первый раунд | Первый раунд | Второй раунд | Второй раунд | Третий раунд | Третий раунд | Четвёртый раунд | Четвёртый раунд | Итоговый результат | Итоговое место |
| Соревнование | Спортсмены  | Очки         | Место        | Очки         | Место        | Очки         | Место        | Очки            | Место           | Итоговый результат | Итоговое место |
| ------------ | ----------- | ------------ | ------------ | ------------ | ------------ | ------------ | ------------ | --------------- | --------------- | ------------------ | -------------- |
| женщины      | Хлоэ Лёркин |              |              |              |              |              |              |                 |                 |                    |                |

### Гребля на байдарках и каноэ

#### Гребля на гладкой воде
Соревнования по гребле на байдарках и каноэ на гладкой воде проходят в лагуне Родригу-ди-Фрейташ, которая находится на территории города Рио-де-Жанейро. В каждой дисциплине соревнования проходят в три этапа: предварительный раунд, полуфинал и финал.
Мужчины
| Соревнование                   | Спортсмены    | Предварительный раунд | Предварительный раунд | Предварительный раунд | Полуфинал | Полуфинал | Полуфинал | Финал | Финал | Итоговое место |
| Соревнование                   | Спортсмены    | Заплыв                | Время                 | Место                 | Заплыв    | Время     | Место     | Время | Место | Итоговое место |
| ------------------------------ | ------------- | --------------------- | --------------------- | --------------------- | --------- | --------- | --------- | ----- | ----- | -------------- |
| байдарки-одиночки, 1000 метров | Артуур Петерс |                       |                       |                       |           |           |           |       |       |                |

### Дзюдо
Соревнования по дзюдо проводились по системе с выбыванием. В утешительные раунды попадали спортсмены, проигравшие полуфиналистам турнира. Два спортсмена, одержавших победу в утешительном раунде, в поединке за бронзу сражались с дзюдоистами, проигравшими в полуфинале.
Мужчины
| Категория | Спортсмены      | 1/32 финала                | 1/16 финала                  | 1/8 финала               | Четвертьфинал         | Полуфинал            | Финал                   | Место |
| Категория | Спортсмены      | Соперник Результат         | Соперник Результат           | Соперник Результат       | Соперник Результат    | Соперник Результат   | Соперник Результат      | Место |
| --------- | --------------- | -------------------------- | ---------------------------- | ------------------------ | --------------------- | -------------------- | ----------------------- | ----- |
| до 66 кг  | Йеспер Лефевр   | KAZЖ. Смагулов П 000s3:000 | завершил выступление         | завершил выступление     | завершил выступление  | завершил выступление | завершил выступление    | 33    |
| до 73 кг  | Дирк Ван Тихелт | не участвовал              | QATМ. Земури В 100:000       | KORАн Джан Лим В 010:000 | RUSД. Ярцев В 011:010 | JPNС. Оно П 000:111  | За 3-е место            | 3     |
| до 73 кг  | Дирк Ван Тихелт | не участвовал              | QATМ. Земури В 100:000       | KORАн Джан Лим В 010:000 | RUSД. Ярцев В 011:010 | JPNС. Оно П 000:111  | HUNМ. Унгвари В 100:000 | 3     |
| до 81 кг  | Йоахим Боттьо   | не участвовал              | ITAМ. Маркончини П 000s1:000 | завершил выступление     | завершил выступление  | завершил выступление | завершил выступление    | 17    |
| до 100 кг | Тома Никифоров  |                            |                              |                          |                       |                      |                         |       |

Женщины
| Категория | Спортсмены      | 1/16 финала              | 1/8 финала              | Четвертьфинал         | Полуфинал             | Финал                 | Место |
| Категория | Спортсмены      | Соперник Результат       | Соперник Результат      | Соперник Результат    | Соперник Результат    | Соперник Результат    | Место |
| --------- | --------------- | ------------------------ | ----------------------- | --------------------- | --------------------- | --------------------- | ----- |
| до 48 кг  | Шарлин Ван Сник | ROUМ. Унгуряну В 100:000 | BRAС. Менезес П 000:001 | завершила выступление | завершила выступление | завершила выступление | 9     |

### Конный спорт
Выездка
Соревнования по выездке включали в себе три теста высшего уровня сложности по системе Международной федерации конного спорта (FEI): Большой Приз (англ. Grand Prix), Переездка Большого Приза (англ. Grand Prix Special) и КЮР Большого приза (англ. Grand Prix Freestyle). Итоговая оценка в каждом из тестов рассчитывалась, как среднее арифметическое значение оценок семи судей.
| Соревнование   | Спортсмены                     | Большой Приз | Большой Приз | Переездка Большого Приза | Переездка Большого Приза | КЮР Большого Приза    | КЮР Большого Приза    |
| Соревнование   | Спортсмены                     | Результат    | Место        | Результат                | Место                    | Результат             | Место                 |
| -------------- | ------------------------------ | ------------ | ------------ | ------------------------ | ------------------------ | --------------------- | --------------------- |
| личная выездка | Йоринде Вервимп лошадь — Tiamo | 70,771       | 35           | завершила выступление    | завершила выступление    | завершила выступление | завершила выступление |

Троеборье
Троеборье состоит из манежной езды, полевых испытаний и конкура. В выездке оценивается степень контроля всадника над лошадью и способность выполнить обязательные элементы выступления. Также при выступлении оценивается внешний вид лошади и всадника. Жюри выставляет, как положительные оценки за удачно выполненные упражнения, так и штрафные баллы за различного рода ошибки. После окончания выступления по специальной формуле вычисляется количество штрафных очков. Соревнования по кроссу требуют от лошади и её наездника высокой степени физической подготовленности и выносливости. Дистанция для кросса достаточно протяжённая и имеет множество препятствий различного типа. Штрафные очки во время кросса начисляются за сбитые препятствия, за превышение лимита времени и за опасную езду. В конкуре за каждое сбитое препятствие спортсмену начисляются 4 штрафных балла, а за превышение лимита времени 1 штрафное очко (за каждую каждую, сверх нормы времени, начатую секунду).
| Соревнование     | Спортсмены                                   | Выездка | Кросс  | Кросс | Конкур                | Конкур                | Финальный конкур      | Финальный конкур      | Всего                 | Всего                 |                       |                       |
| Соревнование     | Спортсмены                                   | Штраф   | Штраф  | Штраф | Штраф                 | Штраф                 | Штраф                 | Штраф                 | Всего                 | Всего                 |                       |                       |
| Соревнование     | Спортсмены                                   | Баллы   | Прыжки | Время | Прыжки                | Время                 | Прыжки                | Время                 | Результат             | Место                 |                       |                       |
| ---------------- | -------------------------------------------- | ------- | ------ | ----- | --------------------- | --------------------- | --------------------- | --------------------- | --------------------- | --------------------- | --------------------- | --------------------- |
| личное троеборье | Йорис Ванспрингел лошадь — Lully Des Aulnes  | 54,30   | 0,00   | 21,60 | 4                     | 4,00                  | 4                     | 0,00                  | 87,90                 | 24                    |                       |                       |
| личное троеборье | Карин Донкерс лошадь — Fletcha van’t Verahof | 41,10   | DSQ    | DSQ   | завершила выступление | завершила выступление | завершила выступление | завершила выступление | завершила выступление | завершила выступление | завершила выступление | завершила выступление |

Конкур
В каждом из раундов спортсменам необходимо было пройти дистанцию с разным количеством препятствий и разным лимитом времени. За каждое сбитое препятствие спортсмену начислялось 4 штрафных балла, за превышение лимита времени 1 штрафное очко (за каждые 5 секунд). В финал личного первенства могло пройти только три спортсмена от одной страны. Командный конкур проводился в рамках второго и третьего раунда индивидуальной квалификации. В зачёт командных соревнований шли три лучших результата, показанные спортсменами во время личного первенства. Если спортсмен выбывал из индивидуальных соревнований после первого или второго раундов, то он всё равно продолжал свои выступления, но результаты при этом шли только в командный зачёт.
| Соревнование  | Спортсмены                            | Квалификация | Квалификация | Квалификация | Квалификация | Квалификация | Квалификация | Квалификация | Квалификация | Финал   | Финал   | Финал   | Финал | Финал | Итоговое место |
| Соревнование  | Спортсмены                            | 1 раунд      | 1 раунд      | 2 раунд      | Всего        | Всего        | 3 раунд      | Всего        | Всего        | Финал A | Финал A | Финал B | Всего | Всего | Итоговое место |
| Соревнование  | Спортсмены                            | Штраф        | Место        | Штраф        | Штраф        | Место        | Штраф        | Штраф        | Место        | Штраф   | Место   | Штраф   | Штраф | Место | Итоговое место |
| ------------- | ------------------------------------- | ------------ | ------------ | ------------ | ------------ | ------------ | ------------ | ------------ | ------------ | ------- | ------- | ------- | ----- | ----- | -------------- |
| личный конкур | Жером Гери лошадь — Grand Cru         |              |              |              |              |              |              |              |              |         |         |         |       |       |                |
| личный конкур | Николя Филиппертс лошадь — Zilverstar |              |              |              |              |              |              |              |              |         |         |         |       |       |                |

### Лёгкая атлетика
Мужчины
Беговые дисциплины
| Дисциплина                         | Спортсмен                                           | Предварительный раунд | Предварительный раунд | Предварительный раунд | Четвертьфиналы | Четвертьфиналы | Четвертьфиналы | Полуфиналы                                          | Полуфиналы                                          | Полуфиналы                                          | Финал | Финал |
| Дисциплина                         | Спортсмен                                           | Забег                 | Время                 | Место                 | Забег          | Время          | Место          | Забег                                               | Время                                               | Место                                               | Время | Место |
| ---------------------------------- | --------------------------------------------------- | --------------------- | --------------------- | --------------------- | -------------- | -------------- | -------------- | --------------------------------------------------- | --------------------------------------------------- | --------------------------------------------------- | ----- | ----- |
| бег на 200 метров                  | Жонатан Борле                                       |                       |                       |                       |                |                |                |                                                     |                                                     |                                                     |       |       |
| бег на 400 метров                  | Жонатан Борле                                       |                       |                       |                       | не проводится  | не проводится  | не проводится  |                                                     |                                                     |                                                     |       |       |
| бег на 400 метров                  | Кевин Борле                                         |                       |                       |                       | не проводится  | не проводится  | не проводится  |                                                     |                                                     |                                                     |       |       |
| бег на 1500 метров                 | Питер-Ян Ханнес                                     |                       |                       |                       | не проводится  | не проводится  | не проводится  |                                                     |                                                     |                                                     |       |       |
| бег на 5000 метров                 | Башир Абди                                          |                       |                       |                       | не проводится  | не проводится  | не проводится  | не проводится                                       | не проводится                                       | не проводится                                       |       |       |
| бег на 10 000 метров               | Башир Абди                                          | не проводится         | не проводится         | не проводится         | не проводится  | не проводится  | не проводится  | не проводится                                       | не проводится                                       | не проводится                                       |       |       |
| бег на 400 метров с барьерами      | Микаэль Бюлтел                                      |                       |                       |                       | не проводится  | не проводится  | не проводится  |                                                     |                                                     |                                                     |       |       |
| бег на 3000 метров с препятствиями | Йерун д’Худт                                        |                       |                       |                       | не проводится  | не проводится  | не проводится  | не проводится                                       | не проводится                                       | не проводится                                       |       |       |
| Эстафета                           | Предварительный раунд                               | Предварительный раунд | Предварительный раунд | Предварительный раунд | Полуфинал      | Полуфинал      | Полуфинал      | Финал                                               | Финал                                               | Финал                                               | Финал | Финал |
| Эстафета                           | Состав                                              | Забег                 | Время                 | Место                 | Забег          | Время          | Место          | Состав                                              | Состав                                              | Состав                                              | Время | Место |
| эстафета 4×400 метров              | Жюльен Ватрен Жонатан Борле Дилан Борле Кевин Борле |                       |                       |                       | не проводится  | не проводится  | не проводится  | Жюльен Ватрен Жонатан Борле Дилан Борле Кевин Борле | Жюльен Ватрен Жонатан Борле Дилан Борле Кевин Борле | Жюльен Ватрен Жонатан Борле Дилан Борле Кевин Борле |       |       |

Шоссейные дисциплины
| Дисциплина | Спортсмен         | Время | Место | Отставание |
| ---------- | ----------------- | ----- | ----- | ---------- |
| марафон    | Кун Нерт          |       |       |            |
| марафон    | Флоран Кален      |       |       |            |
| марафон    | Виллем ван Шюрбек |       |       |            |

Технические дисциплины
| Дисциплина    | Спортсмен     | Квалификация | Квалификация | Финал     | Финал |
| Дисциплина    | Спортсмен     | Результат    | Место        | Результат | Место |
| ------------- | ------------- | ------------ | ------------ | --------- | ----- |
| метание диска | Филип Миланов |              |              |           |       |

Многоборье
| Дисциплина  | Спортсмен             | Параметр  | 100 м | длина | ядро | высота | 400 м | 110 м с/б | диск | шест | копьё | 1500 м | Всего очков | Итоговое место |
| ----------- | --------------------- | --------- | ----- | ----- | ---- | ------ | ----- | --------- | ---- | ---- | ----- | ------ | ----------- | -------------- |
| десятиборье | Томас ван дер Платсен | Результат |       |       |      |        |       |           |      |      |       |        |             |                |
| десятиборье | Томас ван дер Платсен | Очки      |       |       |      |        |       |           |      |      |       |        |             |                |
| десятиборье | Томас ван дер Платсен | Место     |       |       |      |        |       |           |      |      |       |        |             |                |

Женщины
Беговые дисциплины
| Дисциплина                    | Спортсмен      | Предварительный раунд | Предварительный раунд | Предварительный раунд | Четвертьфиналы | Четвертьфиналы | Четвертьфиналы | Полуфиналы    | Полуфиналы    | Полуфиналы    | Финал | Финал |
| Дисциплина                    | Спортсмен      | Забег                 | Время                 | Место                 | Забег          | Время          | Место          | Забег         | Время         | Место         | Время | Место |
| ----------------------------- | -------------- | --------------------- | --------------------- | --------------------- | -------------- | -------------- | -------------- | ------------- | ------------- | ------------- | ----- | ----- |
| бег на 200 метров             | Синтия Болинго |                       |                       |                       |                |                |                |               |               |               |       |       |
| бег на 200 метров             | Оливия Борле   |                       |                       |                       |                |                |                |               |               |               |       |       |
| бег на 800 метров             | Рене Эйкенс    |                       |                       |                       | не проводится  | не проводится  | не проводится  |               |               |               |       |       |
| бег на 5000 метров            | Луиза Картон   |                       |                       |                       | не проводится  | не проводится  | не проводится  | не проводится | не проводится | не проводится |       |       |
| бег на 100 метров с барьерами | Анне Загре     |                       |                       |                       | не проводится  | не проводится  | не проводится  |               |               |               |       |       |
| бег на 400 метров с барьерами | Аксель Дёйвенс |                       |                       |                       | не проводится  | не проводится  | не проводится  |               |               |               |       |       |

Шоссейные дисциплины
| Дисциплина | Спортсмен      | Время | Место | Отставание |
| ---------- | -------------- | ----- | ----- | ---------- |
| марафон    | Верле Дежегере |       |       |            |
| марафон    | Мануэла Соккол |       |       |            |
| марафон    | Эльс Ренс      |       |       |            |

Многоборье
| Дисциплина | Спортсмен      | Параметр  | 100 м с/б | высота | ядро | 200 м | длина | копьё | 800 м | Всего очков | Итоговое место |
| ---------- | -------------- | --------- | --------- | ------ | ---- | ----- | ----- | ----- | ----- | ----------- | -------------- |
| семиборье  | Нафиссату Тиам | Результат |           |        |      |       |       |       |       |             |                |
| семиборье  | Нафиссату Тиам | Очки      |           |        |      |       |       |       |       |             |                |
| семиборье  | Нафиссату Тиам | Место     |           |        |      |       |       |       |       |             |                |

### Парусный спорт
Соревнования по парусному спорту в каждом из классов состояли из 10 гонок, за исключением класса 49-й, где проводилось 12 заездов. В каждой гонке спортсмены начинали заплыв с общего старта. Победителем каждой из гонок становился экипаж, первым пересекший финишную черту. Количество очков, идущих в общий зачёт, соответствовало занятому командой месту. 10 лучших экипажей по результатам 10 заплывов попадали в медальную гонку, результаты которой также шли в общий зачёт. В медальной гонке, очки, полученные экипажем удваивались. В случае если участник соревнований не смог завершить гонку ему начислялось количество очков, равное количеству участников плюс один. При итоговом подсчёте очков не учитывался худший результат, показанный экипажем в одной из гонок. Сборная, набравшая наименьшее количество очков, становится олимпийским чемпионом.
Мужчины
| Класс | Спортсмены                   | Гонка | Гонка | Гонка | Гонка | Гонка | Гонка | Гонка | Гонка | Гонка | Гонка | Гонка         | Гонка         | Гонка | Очки | Место |
| Класс | Спортсмены                   | 1     | 2     | 3     | 4     | 5     | 6     | 7     | 8     | 9     | 10    | 11            | 12            | M     | Очки | Место |
| ----- | ---------------------------- | ----- | ----- | ----- | ----- | ----- | ----- | ----- | ----- | ----- | ----- | ------------- | ------------- | ----- | ---- | ----- |
| Лазер | Ваннес ван Лар               |       |       |       |       |       |       |       |       |       |       | Не проводится | Не проводится |       |      |       |
| 49-й  | Янник Лефебр Том Пельсмакерс |       |       |       |       |       |       |       |       |       |       |               |               |       |      |       |

Женщины
В классе «Лазер Радиал» Бельгию представляла бронзовый призёр Игр 2012 года Эви ван Аккер. В Рио-де-Жанейро ван Аккер лишь в одной гонке смогла прийти к финишу первой, но стабильно высокие результаты, показанные в других гонках позволили бельгийке до последнего бороться за победу. Удачное выступление в медальной гонки могло позволить Эви попасть в число призёров, но на финише она была лишь шестой, в результате чего в итоговой таблице бельгийка заняла обидное 4-е место. По словам её тренера одной из главных причин неудачи стала кишечная инфекция, которую ван Аккер подхватила незадолго до начала Игр из-за грязной воды в акватории залива Гуанабара.
| Класс        | Спортсмены    | Гонка | Гонка | Гонка | Гонка | Гонка | Гонка | Гонка | Гонка | Гонка | Гонка | Гонка         | Гонка         | Гонка | Очки | Место |
| Класс        | Спортсмены    | 1     | 2     | 3     | 4     | 5     | 6     | 7     | 8     | 9     | 10    | 11            | 12            | M     | Очки | Место |
| ------------ | ------------- | ----- | ----- | ----- | ----- | ----- | ----- | ----- | ----- | ----- | ----- | ------------- | ------------- | ----- | ---- | ----- |
| Лазер Радиал | Эви ван Аккер | 2     | 12    | 2     | 29    | 16    | 15    | 11    | 2     | 1     | 5     | Не проводится | Не проводится | 12    | 78   | 4     |

### Стрельба
В январе 2013 года Международная федерация спортивной стрельбы приняла новые правила проведения соревнований на 2013—2016 года, которые, в частности, изменили порядок проведения финалов. Во многих дисциплинах спортсмены, прошедшие в финал, теперь начинают решающий раунд без очков, набранных в квалификации, а финал проходит по системе с выбыванием. Также в финалах после каждого раунда стрельбы из дальнейшей борьбы выбывает спортсмен с наименьшим количеством баллов. В скоростном пистолете решающие поединки проходят по системе попал-промах. В стендовой стрельбе добавился полуфинальный раунд, где определяются по два участника финального матча и поединка за третье место.
Мужчины
| Соревнование | Спортсмены   | Квалификация | Квалификация | Полуфинал            | Полуфинал            | Финал                | Финал                |
| Соревнование | Спортсмены   | Результат    | Место        | Результат            | Место                | Соперник/ Результат  | Место                |
| ------------ | ------------ | ------------ | ------------ | -------------------- | -------------------- | -------------------- | -------------------- |
| трап         | Максим Мотте | 116          | 10           | завершил выступление | завершил выступление | завершил выступление | завершил выступление |

### Стрельба из лука
В квалификации соревнований лучники выполняют 12 серий выстрелов по 6 стрел с расстояния 70-ти метров. По итогам предварительного раунда составляется сетка плей-офф, где в 1/32 финала 1-й номер посева встречается с 64-м, 2-й с 63-м и.т.д. В поединках на выбывание спортсмены выполняют по три выстрела. Участник, набравший за эту серию больше очков получает 2 очка. Если же оба лучника набрали одинаковое количество баллов, то они получают по одному очку. Победителем пары становится лучник, первым набравший 6 очков.
Мужчины
| Соревнование              | Спортсмены     | Квалификация | Квалификация | 1/32 финала          | 1/16 финала                 | 1/8 финала           | Четвертьфинал        | Полуфинал            | Финал                | Место |
| Соревнование              | Спортсмены     | Результат    | Место        | Соперник Результат   | Соперник Результат          | Соперник Результат   | Соперник Результат   | Соперник Результат   | Соперник Результат   | Место |
| ------------------------- | -------------- | ------------ | ------------ | -------------------- | --------------------------- | -------------------- | -------------------- | -------------------- | -------------------- | ----- |
| индивидуальное первенство | Робин Рамакерс | 654          | 42           | AUSР. Тяк (23) В 6:2 | ESPХ.И. Родригес (10) П 0:6 | завершил выступление | завершил выступление | завершил выступление | завершил выступление | 17    |

### Теннис
Соревнования пройдут на кортах олимпийского теннисного центра. Теннисные матчи будут проходить на кортах с твёрдым покрытием DecoTurf, на которых также проходит и Открытый чемпионат США.
Мужчины
| Соревнование     | Спортсмены       | 1/32 финала           | 1/16 финала           | 1/8 финала         | Четвертьфинал      | Полуфинал          | Финал              | Место |
| Соревнование     | Спортсмены       | Соперник Результат    | Соперник Результат    | Соперник Результат | Соперник Результат | Соперник Результат | Соперник Результат | Место |
| ---------------- | ---------------- | --------------------- | --------------------- | ------------------ | ------------------ | ------------------ | ------------------ | ----- |
| одиночный разряд | Давид Гоффен (8) | AUSС. Грот В 6:4, 6:2 | ISRД. Села В 6:3, 6:3 |                    |                    |                    |                    |       |

Женщины
| Соревнование     | Спортсмены                      | 1/32 финала                        | 1/16 финала                                  | 1/8 финала                                            | Четвертьфинал         | Полуфинал             | Финал                 | Место                 |
| Соревнование     | Спортсмены                      | Соперник Результат                 | Соперник Результат                           | Соперник Результат                                    | Соперник Результат    | Соперник Результат    | Соперник Результат    | Место                 |
| ---------------- | ------------------------------- | ---------------------------------- | -------------------------------------------- | ----------------------------------------------------- | --------------------- | --------------------- | --------------------- | --------------------- |
| одиночный разряд | Кирстен Флипкенс                | USAВ. Уильямс (5) В 4:6, 6:3, 7:65 | CZEЛ. Шафаржова В 6:2, RET                   | GERЛ. Зигемунд П 4:6, 3:6                             | завершила выступление | завершила выступление | завершила выступление | завершила выступление |
| одиночный разряд | Янина Викмайер                  | CZEБ. Стрыцова (16) П 66:7, 1:6    | завершила выступление                        | завершила выступление                                 | завершила выступление | завершила выступление | завершила выступление | завершила выступление |
| парный разряд    | Кирстен Флипкенс Янина Викмайер | Не проводится                      | KAZЯ. Шведова / Г. Воскобоева В 6:1, 0:0 RET | ESPГ. Мугуруса / К.Суарес Наварро (4) П 5:7, 6:2, 2:6 | завершили выступление | завершили выступление | завершили выступление | завершили выступление |

### Триатлон
Соревнования по триатлону пройдут на территории форта Копакабана. Дистанция состоит из 3-х этапов — плавание (1,5 км), велоспорт (43 км), бег (10 км).
Мужчины
| Соревнование              | Спортсмены     | Плавание | Смена | Велоспорт | Смена | Бег | Итоговое время | Место | Отставание |
| ------------------------- | -------------- | -------- | ----- | --------- | ----- | --- | -------------- | ----- | ---------- |
| индивидуальное первенство | Йелле Генс     |          |       |           |       |     |                |       |            |
| индивидуальное первенство | Мартин ван Рил |          |       |           |       |     |                |       |            |

Женщины
| Соревнование              | Спортсмены       | Плавание | Смена | Велоспорт | Смена | Бег | Итоговое время | Место | Отставание |
| ------------------------- | ---------------- | -------- | ----- | --------- | ----- | --- | -------------- | ----- | ---------- |
| индивидуальное первенство | Катрин Верстёйфт |          |       |           |       |     |                |       |            |
| индивидуальное первенство | Клэр Мишель      |          |       |           |       |     |                |       |            |

### Тхэквондо
Соревнования по тхэквондо проходили по системе с выбыванием. Для победы в турнире спортсмену необходимо было одержать 4 последовательные победы. Тхэквондисты, проигравшие по ходу соревнований будущим финалистам, принимали участие в утешительном турнире за две бронзовые медали. Обе олимпийские лицензии в мужской части соревнований бельгийские тхэквондисты завоевали по итогам квалификационного мирового рейтинга.
Мужчины
Перед началом Олимпийских игр Жауад Ашаб занимал 1-е место в мировом рейтинге. В первом раунде соревнований в весовой категории до 68 кг Ашаб досрочно победил представителя Папуа-Новой Гвинеи Максемиллиона Кассмана 15:1. Во втором раунде был побеждён поляк Кароль Робак. Соперником по полуфиналу для Ашаба стал бронзовый призёр Игр 2012 года в категории до 58 кг россиянин Алексей Денисенко. Поединок прошёл с преимуществом россиянина и завершился его победой со счётом 6:1. За бронзовую медаль Ашаб сражался с титулованным корейцем Ли Дэ Хуном. Бой прошёл в упорной борьбе, по итогам которой победу одержал более опытный корейский тхэквондист, а Ашаб по итогам турнира занял лишь 5-е место.
| Категория | Спортсмены       | Первый раунд             | Четвертьфинал      | Полуфинал             | Финал               | Место |
| Категория | Спортсмены       | Соперник Результат       | Соперник Результат | Соперник Результат    | Соперник Результат  | Место |
| --------- | ---------------- | ------------------------ | ------------------ | --------------------- | ------------------- | ----- |
| до 58 кг  | Си Мохамед Кетби |                          |                    |                       |                     |       |
| до 68 кг  | Жауад Ашаб       | PNGМ. Кассман В 15:1 PTG | POLК. Робак В 9:7  | RUSА. Денисенко П 1:6 | За 3-е место        | 5     |
| до 68 кг  | Жауад Ашаб       | PNGМ. Кассман В 15:1 PTG | POLК. Робак В 9:7  | RUSА. Денисенко П 1:6 | KORЛи Дэ Хун П 7:11 | 5     |

Женщины
| Категория | Спортсмены      | Первый раунд       | Четвертьфинал      | Полуфинал          | Финал              | Место |
| Категория | Спортсмены      | Соперник Результат | Соперник Результат | Соперник Результат | Соперник Результат | Место |
| --------- | --------------- | ------------------ | ------------------ | ------------------ | ------------------ | ----- |
| до 57 кг  | Рахелех Асемани |                    |                    |                    |                    |       |

### Тяжёлая атлетика
Каждый НОК самостоятельно выбирает категорию в которой выступит её тяжелоатлет. В рамках соревнований проводятся два упражнения — рывок и толчок. В каждом из упражнений спортсмену даётся 3 попытки. Победитель определяется по сумме двух упражнений. При равенстве результатов победа присуждается спортсмену, с меньшим собственным весом.
Мужчины
| Категория | Спортсмены  | Вес   | Рывок | Рывок | Рывок | Толчок | Толчок | Толчок | Всего | Место |
| Категория | Спортсмены  | Вес   | 1     | 2     | 3     | 1      | 2      | 3      | Всего | Место |
| --------- | ----------- | ----- | ----- | ----- | ----- | ------ | ------ | ------ | ----- | ----- |
| до 56 кг  | Том Гугебюр | 55,74 | 107   | 111   | 113   | 126    | 130    | 133    | 241   | 14    |

### Фехтование
В индивидуальных соревнованиях спортсмены сражаются три раунда по три минуты, либо до того момента, как один из спортсменов нанесёт 15 уколов. В командных соревнованиях поединок идёт 9 раундов по 3 минуты каждый, либо до 45 уколов. Если по окончании времени в поединке зафиксирован ничейный результат, то назначается дополнительная минута до «золотого» укола.
Мужчины
| Соревнование         | Спортсмены               | 1/32 финала        | 1/16 финала                | 1/8 финала                  | Четвертьфинал        | Полуфинал            | Финал                | Место |
| Соревнование         | Спортсмены               | Соперник Результат | Соперник Результат         | Соперник Результат          | Соперник Результат   | Соперник Результат   | Соперник Результат   | Место |
| -------------------- | ------------------------ | ------------------ | -------------------------- | --------------------------- | -------------------- | -------------------- | -------------------- | ----- |
| индивидуальная сабля | Сеппе ван Хольсбеке (21) | не проводится      | USAЭ. Дершвиц (12) В 15:12 | ROUТ. Долничану (5) П 13:15 | завершил выступление | завершил выступление | завершил выступление | 14    |

### Хоккей на траве

#### Мужчины
Мужская сборная Бельгии квалифицировалась на Игры по итогам полуфинала Мировой лиги 2014/15.
Состав
| Номер         | Имя     | Дата рождения | Рост, см | Вес, кг | Клуб    | Игры    | Голы    |
| Вратари       | Вратари | Вратари       | Вратари  | Вратари | Вратари | Вратари | Вратари |
| ------------- | ------- | ------------- | -------- | ------- | ------- | ------- | ------- |
|               |         |               |          |         |         |         |         |
| Защитники     |         |               |          |         |         |         |         |
|               |         |               |          |         |         |         |         |
| Полузащитники |         |               |          |         |         |         |         |
|               |         |               |          |         |         |         |         |
| Нападающие    |         |               |          |         |         |         |         |
|               |         |               |          |         |         |         |         |

| Имя          | Гражданство    | Дата рождения |
| ------------ | -------------- | ------------- |
| Шейн Маклауд | Новая Зеландия |               |

Результаты
Групповой этап (Группа A)
| Место | Команда        | И | В | Н | П | ГЗ | ГП | +/- | Очки |
| ----- | -------------- | - | - | - | - | -- | -- | --- | ---- |
| 1     | Бельгия        | 5 | 4 | 0 | 1 | 21 | 5  | +16 | 12   |
| 2     | Испания        | 5 | 3 | 1 | 1 | 13 | 6  | +7  | 10   |
| 3     | Австралия      | 5 | 3 | 0 | 2 | 13 | 4  | +9  | 9    |
| 4     | Новая Зеландия | 5 | 2 | 1 | 2 | 17 | 8  | +9  | 7    |
| 5     | Великобритания | 5 | 1 | 2 | 2 | 14 | 10 | +4  | 5    |
| 6     | Бразилия       | 5 | 0 | 0 | 5 | 1  | 46 | -45 | 0    |

| 6 августа 2016 12:30 UTC-3                                                 | \| Бельгия \| 4:1 (1:0, 0:1, 2:0, 1:0) Протокол \| Великобритания \| \| Жером Трюйенс 5' · Тонгуй Косинс 32' · Симон Жунар 35' · Седрик Шарлье 56' \| Голы \| Ник Кейтлин 28' \| | Олимпийский хоккейный центр, Рио-де-Жанейро Судьи: Джон Райт, Кун ван Бунге |
| Бельгия                                                                    | 4:1 (1:0, 0:1, 2:0, 1:0) Протокол | Великобритания                                                              |
| Жером Трюйенс 5' · Тонгуй Косинс 32' · Симон Жунар 35' · Седрик Шарлье 56' | Голы | Ник Кейтлин 28'                                                             |

| 7 августа 2016 19:30 UTC-3 | \| Бразилия \| 0:12 (0:2, 0:3, 0:3, 0:4) Протокол \| Бельгия \| \| \| Голы \| Флоран ван Обель 12' · Артур ван Дорен 14', 54' · Тонгуй Косинс 18', 53' · Феликс Денайер 25' · Жером Трюйенс 28' · Готье Боккар 33' · Томас Брилс 34' · Себастьен Докье 41' · Седрик Шарлье 48' · Йон-Йон Домен 51' \| | Олимпийский хоккейный центр, Рио-де-Жанейро Судьи: Херман Монтес де Оса, Джавед Шаих |
| Бразилия                   | 0:12 (0:2, 0:3, 0:3, 0:4) Протокол | Бельгия |
|                            | Голы | Флоран ван Обель 12' · Артур ван Дорен 14', 54' · Тонгуй Косинс 18', 53' · Феликс Денайер 25' · Жером Трюйенс 28' · Готье Боккар 33' · Томас Брилс 34' · Себастьен Докье 41' · Седрик Шарлье 48' · Йон-Йон Домен 51' |

| 9 августа 2016 20:30 UTC-3 | \| Бельгия \| 1:0 (0:0, 1:0, 0:0, 0:0) Протокол \| Австралия \| \| Тонгуй Косинс 16' \| Голы \| \| | Олимпийский хоккейный центр, Рио-де-Жанейро Судьи: Джон Райт Тиаго Де Маттос |
| Бельгия                    | 1:0 (0:0, 1:0, 0:0, 0:0) Протокол                                                                  | Австралия                                                                    |
| Тонгуй Косинс 16'          | Голы                                                                                               |                                                                              |

| 11 августа 2016 13:30 UTC-3 | \| Испания \| \| Бельгия \| | Олимпийский хоккейный центр, Рио-де-Жанейро |
| Испания                     |                             | Бельгия                                     |

| 12 августа 2016 18:00 UTC-3 | \| Бельгия \| \| Новая Зеландия \| | Олимпийский хоккейный центр, Рио-де-Жанейро |
| Бельгия                     |                                    | Новая Зеландия                              |